# Avtocesta A6, Hrvaška
Avtocesta A6 (imenovana tudi Goranka) je 81 kilometrov dolga avtocesta na Hrvaškem, ki povezuje Zagreb z Delnicami in Reko. Poteka od razcepa Bosiljevo 2, kjer se odcepi od avtoceste A1 Zagreb–Split, skozi Gorski kotar do Reke, kjer se na razcepu Orehovica navezuje na avtocesto A7.

## Gradnja
Leta 1971 je bil zgrajen prvi del avtocestne povezave med Reko in Zagrebom, 10,5-kilometrski odsek Orehovica–Kikovica. Odsek Zagreb–Karlovec v dolžini 39 kilometrov, danes del avtoceste A1, je bil prometu predan leta 1972. Kmalu zatem je jugoslovanska oblast preusmerila sredstva v gradnjo avtoceste »Bratstvo in enotnost« proti Beogradu, s čimer se je gradnja povezav Zagreba z Reko ter Splitom skoraj ustavila. Leta 1982 je bil odprt odsek Kikovica–Oštrovica, zgrajen kot polavtocesta.
Gradnja se je v obliki polavtoceste intenzivno nadaljevala po hrvaški osamosvojitvi, leta 1997 je bil v celoti zgrajen polavtocestni odsek preko Delnic do Kupjaka. Decembra 1997 je hrvaška vlada ustanovila podjetje Autocesta Rijeka–Zagreb z namenom upravljanja dotlej zgrajenih odsekov avtoceste in financiranja gradnje njenega preostanka. Leta 2003 sta bila delno kot polavtocesta, delno kot polna avtocesta zgrajena odseka Kupjak–Vrbovsko in Karlovec–Bosiljevo (slednji je del avtoceste A1). Junija 2004 je bila z odprtjem odseka Vrbovsko–Bosiljevo dokončana povezava med Zagrebom in Reko, od katere je 90 kilometrov predstavljala avtocesta in 56,5 kilometra polavtocesta.
Druga faza gradnje je obsegala širitev polavtoceste med Kikovico in Bosiljevom na polni profil avtoceste. Nadgradnja odsekov v skupni dolžini 55,6 kilometra je bila dokončana oktobra 2008. Dokončano avtocesto je 22. oktobra svečano otvoril predsednik hrvaške vlade na južnem portalu predora Tuhobić. Skupna cena izgradnje je bila ocenjena na več kot 661,5 milijona evrov.

## Značilnosti
Avtocesta A6 je v celoti zgrajena z vsaj po dvema pasovoma in odstavnim pasom v vsako smer, razen v predorih, kjer so namesto odstavnega pasu odstavne niše. Odseki, katerih naklon presega 4 do 6 %, so tripasovni s pasom za počasna vozila.
Največji del avtoceste poteka skozi hriboviti Gorski kotar, zaradi česar jo sestavljajo številni viadukti, mostovi, predori, nadvozi in podvozi. Na avtocesti A6 se nahaja 16 viaduktov, 3 mostovi in 12 predorov v skupni dolžini 17,5 kilometra. Najdaljši predor na njej je predor Tuhobić z dolžino 2143 metrov, ki leži med priključkoma Oštrovica in Vrata. Predor je bil dvakrat ocenjen na preizkusu EuroTAP in na prvem preskusu leta 2004 prejel negativno oceno, medtem ko je po odprtju druge cevi in varnostnih izboljšavah leta 2009 bil proglašen za drugi najvarnejši predor od evropskih predorov, testiranih tega leta. Posebnost predstavljata predora Javorova Kosa in Podvugleš, ki sta med seboj oddaljena manj kot 60 metrov; pred nenadnim spreminjanjem razmer zaradi vremenskih vplivov je cesta med predoroma zaščitena s polprozornim nadstreškom. Prehod za divjad (»zeleni most«) Dedin, ki se nahaja na najvišjem odseku avtoceste A6 (860 m nm. v.), je prvi tovrstni prehod na Hrvaškem.
Avtocesta poteka po kraškem površju in med gradnjo je bilo odkritih ter saniranih okoli 200 kraških jam in drugih objektov. Zaradi občutljivosti krasa za onesnaženje in prisotnosti številnih vodovarstvenih področij je avtocesta opremljena z zaprtim sistemom odvodnjavanja, ki zbira vodo z vozišča in jo prečisti pred izpustom v okolje.

## Cestnina
Avtocesta A6 uporablja zaprti sistem cestninjenja, pri katerem se cestnina obračuna ob izvozu glede na uporabljeni uvoz. Zaprti sistem je skupen za avtocesti A6 in A1, na katero se navezuje na razcepu Bosiljevo 2. Izvensezonske cestnine med čelno cestninsko postajo Reka in priključkom Bosiljevo 1 znašajo od 9 do 40 kun za osebna vozila.

## Promet
Povprečni letni dnevni promet po posameznih odsekih spremlja podjetje Autocesta Rijeka–Zagreb z analizo zaračunane cestnine, statistiko pa objavlja družba Hrvatske ceste. Količina prometa je vzdolž celotne avtoceste dokaj podobna, najvišja med priključkoma Delnice in Vrata. Povprečni poletni dnevni promet je znatno višji od letnega, saj avtocesta predstavlja pomembno prometno povezavo do turističnih destinacij v Istri in Kvarnerju.
| Povprečni letni in povprečni poletni dnevni promet po odsekih (2018) | Povprečni letni in povprečni poletni dnevni promet po odsekih (2018) | Povprečni letni in povprečni poletni dnevni promet po odsekih (2018) |
| Odsek                                                                | PLDP                                                                 | PPDP                                                                 |
| -------------------------------------------------------------------- | -------------------------------------------------------------------- | -------------------------------------------------------------------- |
| Bosiljevo–Vrbovsko                                                   | 13.980                                                               | 23.662                                                               |
| Vrbovsko–Ravna Gora                                                  | 14.459                                                               | 24.283                                                               |
| Ravna Gora–Delnice                                                   | 14.387                                                               | 24.212                                                               |
| Delnice–Vrata                                                        | 15.245                                                               | 25.774                                                               |
| Vrata–Oštrovica                                                      | 15.088                                                               | 25.556                                                               |
| Oštrovica–Kikovica                                                   | 11.827                                                               | 18.096                                                               |